# Hukbalahap

Vlag van de Hukbalahap

De Hukbalahap was de militaire tak van de Communistische Partij (PKP) in de Filipijnen. De naam Hukbalahap is een samentrekking van de Filipijnse term Hukbo ng Bayan Laban sa mga Hapon (Volksleger tegen de Japanners). De verzetsbeweging werd in 1942 opgericht om de Japanners te bevechten tijdens de Tweede Wereldoorlog. Na afloop van de oorlog vochten de leden van de beweging, ook wel kortweg Huks genoemd van 1946 tot 1954 tegen de in hun ogen prowesterse leiders van het recent onafhankelijk geworden Filipijnen. De opstand van de Huks werd pas beëindigd nadat minister van Defensie Ramon Magsaysay diverse hervormingen in het leger doorvoerde.